# Telothyria vicina
Telothyria vicina là một loài ruồi trong họ Tachinidae.